# Crispinus Jernfeldius
Crispinus Jernfeldius, tidigare Crispin Olai Jernfelt, född 25 juli 1660 i Kristinehamn, död 3 oktober 1695 i Dorpat, var en svensk präst och teolog; han var professor i teologi vid Dorpats universitet.
Jernfeldius blev student vid Uppsala universitet 1674 och magister där 1683. Han reste utomlands 1684 för att förkovra sig och vistades en längre tid i Hamburg för att delta i den  namnkunnige Esdras Edzardus undervisning i orientaliska språk. Han fortsatte sedan sin resa genom större delen av Tyskland, Frankrike, England och Nederländerna. Därefter avlade han licentiatexamen vid universitetet i Giessen 1686. Han blev teologie professor vid akademien i Dorpat 1690, med Nüggen som prebendepastorat. Han utsågs till pastor vid S:t Salvator i Dorpat 1693,
Han blev primarius teologie professor 1694 samt pastor vid S:t Johannis kyrka i Dorpat 1694. Han avled 1695 samma dag som han installerades som pastor av generalsuperintendenten Johann Fischer i S:t Johannis kyrka. Av sin samtid ansågs han ha mycket goda språkkunskaper och omfattande teologisk lärdom. Vid en audiens hos Karl XI var Jernfeldius oförsiktig nog att uttala sig om Jesper Svedbergs psalmboksförslag, som kungen gillade; blev det antaget kunde man vänta uppror och religionskrig, menade Jernfeldius. Uppretad grep kungen Jernfeldius vid bröstet och stötte honom i väggen, så att han måste inta sängen.
Han var son till borgmästaren Olof Persson Jernfeldt och Emerentia Flygge (1634-1702) samt gift med Elisabeth Bröms (1667-1738), som var dotter till arkiatern Sven Bröms (1612-1693). Makarna fick sonen Crispin Jernfeltz (1694–1757) och blev därigenom stamföräldrar för adliga ätten Jernfeltz.

## Bibliografi

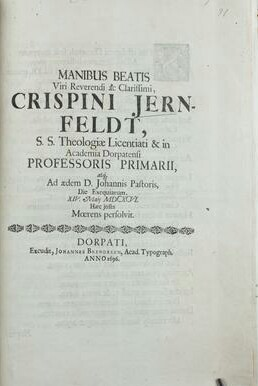
Titelsida till Manibus beatis ... Crispini Jernfeldt tryckt 1696